# Демократична партія (Люксембург)
Демократична партія (люксемб. Demokratesch Partei, фр. Parti Démocratique, нім. Demokratische Partei, DP) — люксембурзька ліберальна політична партія. Партія була створена у 1955 році. Партія має 9 місць із 60 у парламенті Люксембургу та 1 місце із 6 виділених для Люксембургу в Європарламенті (входить до фракції Альянс лібералів і демократів за Європу).

## Історія
Хоча партія веде свою історію з ліберальної ліги, заснованої в 1904 році, вона була заснована в його нинішньому вигляді 24 квітня 1955. Партія була наступником демократичної фракції. У другій половині 1950-х і 1960-х роках, під керівництвом Люсьєна Дурі і Гастона Торна, партія стала третьою за величиною партією, витіснивши Комуністичну партію.
Після виборів 1959 року, ДП виграла 11 місць, що дозволило їй грати незначну роль в коаліції з Християнсько-соціальною народною партією (ХСНП) і Люксембурзькою соціалістичною робітничою партією (ЛСРП). Після виборів 1968 року партія входить до коаліції з ХСНП під керівництвом прем'єр-міністра П'єра Вернера.
На виборах 1974 партія підтримка партії зростає до 22,2 % голосів і 14 місць. Після переговорів з ЛСРП уряд очолює лідер Демократичної партії Гастон Торн. Формування уряду Торна, однак, збіглося з початком економічної кризи, і уряду був зайнятий в основному при реструктуризацією сталеливарної промисловості, щоб уникнути масового безробіття. Попри це, коаліції вдалося провести значні реформи у галузі соціальної політики, включаючи скасування смертної кари (1974), прийняття закону, що спрощує розлучення (1975), а також легалізацію абортів (1978).
У 1980 році, Торн був призначений новим головою Європейської комісії.
Після виборів 1999 року партія стала другою найбільшою партією в Палаті депутатів ще раз. Демократична партія також вперше обігнала ЛСРП за відсотком поданих голосів. Це дозволило їй замінити ЛСРП як молодшого партнера по коаліції ХСНП. На виборах 2004 року партія втратила 5 місць і перейшла до опозиції.

## Участь у виборах
| Рік  | Голосів % | Місце | Місць | Місце | Уряд |
| ---- | --------- | ----- | ----- | ----- | ---- |
| 1945 |           |       | 9     | 3-є   | Так  |
| 1948 |           |       | 9     | 3-є   | Так  |
| 1951 |           |       | 8 ▼   | 3-є   | Ні   |
| 1954 | 10,8      | 3-є   | 6 ▼   | 3-є   | Ні   |
| 1959 | 18,5 ▲    | 3-є   | 11 ▲  | 3-є   | Так  |
| 1964 | 10,6 ▼    | 4-е ▼ | 6 ▼   | 3-є   | Ні   |
| 1968 | 16,5 ▲    | 3-є ▲ | 11 ▲  | 3-є   | Так  |
| 1974 | 22,2 ▲    | 3-є   | 14 ▲  | 3-є   | Так  |
| 1979 | 21,3 ▼    | 3-є   | 15 ▲  | 2-е ▲ | Так  |
| 1984 | 18,7 ▼    | 3-є   | 14 ▼  | 3-є ▼ | Ні   |
| 1989 | 17,2 ▼    | 3-є   | 11    | 3-є   | Ні   |
| 1994 | 19,3 ▲    | 3-є   | 12 ▲  | 3-є   | Ні   |
| 1999 | 22,4 ▲    | 2-е ▲ | 15 ▲  | 2-е ▲ | Так  |
| 2004 | 16,1 ▼    | 3-є ▼ | 10 ▼  | 3-є ▼ | Ні   |
| 2009 | 15,0 ▼    | 3-є   | 9 ▼   | 3-є   | Ні   |
| 2013 | 18,2 ▲    | 3-є   | 13 ▲  | 3-є   | Так  |